# How to Be a Latin Lover
How to Be a Latin Lover è un film del 2017 diretto da Ken Marino.
La pellicola scritta da Chris Spain e Jon Zack con le interpretazioni di Eugenio Derbez, Salma Hayek, e Raphael Alejandro, segue le vicende di un uomo che ha trascorso tutta la sua vita  sposato con una ricca donna più anziana di lui che lo ha viziato e quando lei lo caccia di casa, deve reinventarsi e farcela da solo.
Il primo trailer è stato pubblicato il 21 dicembre 2016.
Il film è uscito il 28 aprile 2017 con la distribuzione della Pantelion Films e ha incassato 62,6 milioni di dollari.

## Trama
Cresciuto in una povera famiglia messicana, a vent'anni d'età Maximo si trasferisce in California, dove, grazie al suo fisico statuario e sportivo, seduce decine di ricche signore in club esclusivi, fino al giorno in cui capisce che, per non finire povero come i suoi genitori, deve conquistare e farsi mantenere da qualche ricca anziana. Maximo così conosce una delle più ricche vedove di Los Angeles e va a vivere nella sua lussuosa villa, collezionando costose auto sportive e vestiti di gradi stilisti, in mezzo a ogni genere di ricchezza. Tuttavia venticinque anni più tardi di vita assieme alla vedova, un giorno l'ormai ottantenne compagna lo scarica per un più giovane venditore di McLaren. Maximo, disperato, prima chiede consiglio e rifugio all'amico, Rick, poi decide di riprendere il rapporto difficile con la sorella Sara che vive da sola con un figlio, Hugo, suo nipote. Ma Maximo non si dà pace per la vita opulenta perduta e decide, all'età di quasi cinquant'anni di riproporsi come latin lover nei club per ricche signore in modo da conquistare il cuore di una ricca vedova, nonna dell'amica del cuore del nipote. Seguirà un catastrofico corteggiamento col rischio di deludere e perdere anche la sorella e il nipote che si sentono usati per i suoi biechi fini.